# La via del male (Deledda)
La via del male è un romanzo di Grazia Deledda pubblicato nel 1896 da Speirani e Figli di Torino. Nel 1906 venne pubblicato in appendice su la Gazzetta del Popolo di Torino con il titolo Il servo; e nello stesso anno di nuovo col titolo definitivo.
Uscì in volume nella Biblioteca Romantica della Nuova antologia di Roma; infine, nel 1916, presso l'editore Treves di Milano, in tutte queste edizioni, oltre al cambiamento del titolo, l'autrice compì varie revisioni. Il testo, dunque, rimase in lavorazione per più di vent'anni. L'autrice, nelle varie versioni, si avvicinò maggiormente al romanzo verista abbandonando l'imitazione degli autori romantici.
Ne La via del male, troviamo gli elementi tipici della produzione della Deledda: uomini, primitivi e taciturni, in ascolto solo delle voci della natura, chiusi nelle loro credenze e tradizioni, in lotta contro un destino avverso, agitati da passioni violente, guidati dall'amore, vissuto come esperienza passionale, o dall'odio, sono indotti al peccato, ma poi schiacciati dal senso di colpa che li condurrà ad espiare.

## Trama
Il protagonista del romanzo è Pietro, campiere della famiglia Noina composta da Nicola Noina, di umili origini, da sua moglie Luisa, proveniente invece da una ricca famiglia e dalla figlia Maria, bella ed arrogante, che non dà segno di accorgersi del giovane campiere. Pietro corteggia Sabina, la nipote povera dei Noina, inaspettatamente Maria s'ingelosisce, e così Pietro, che non pensava di poter ambire a tanto, si "permette" di innamorarsi di lei. Riesce a conquistarla e per poter chiedere la sua mano le promette che diventerà ricco. Ma mentre Pietro è lontano a lavorare, Francesco Rosana, un ricco proprietario terriero, chiede la mano di Maria.
Contemporaneamente Pietro viene arrestato e detenuto per tre mesi con la falsa accusa di furto di bestiame, durante la detenzione fa amicizia con Antine, il quale, quando Pietro scoprirà del fidanzamento di Maria, lo convincerà ad ottenere quello che vuole seguendo "la via del male". Maria e Francesco si sposano ma, durante la luna di miele, Francesco viene ucciso nella sua tanca, Maria per cinque anni porta il lutto, poi sposa Pietro che nel frattempo è diventato un mercante di bestiame.
Tutto sembra procedere bene e il delitto, rimasto irrisolto, è soltanto un ricordo, quando Sabina che si è sposata e trasferita in Algeria, scrive a Maria una lettera in cui le racconta che un pastore, cugino del marito, sa la verità sulla morte di Francesco, e indica come responsabili Pietro e il suo ex compagno di cella Antine. Maria si trova nella situazione di dover scegliere tra due opzioni: ottenere giustizia per un marito che in fondo non aveva mai amato e accusare il suo attuale marito, affrontando lo scandalo, oppure tacere e accettare la via del male, ma si rende conto che in fondo fece la scelta quando, pur nel dubbio, acconsentì al matrimonio con Pietro.

## Edizioni
- Grazia Deledda, La via del male, Bel-Ami Edizioni, 2010, ISBN 978-88-962-8908-2.